# Ligny-le-Châtel
Ligny-le-Châtel é uma comuna francesa na região administrativa de Borgonha-Franco-Condado, no departamento de Yonne. Estende-se por uma área de 27,37 km². Em 2010 a comuna tinha 1 282 habitantes (densidade: 46,8 hab./km²).